# Église Saint-Fargheon de Bourg-Lastic
L'église Saint-Fargheon est une église catholique située à Bourg-Lastic, en France.

## Localisation
L'église est située dans le département français du Puy-de-Dôme, sur la commune de Bourg-Lastic, au centre du bourg.

## Description
L'église est de style roman du XIIe siècle.
La nef est à vaisseau unique. Le transept n'est pas saillant ; la croisée du transept supporte un clocher octogonal. Le chevet est de type auvergnat.
L'un des éléments remarquables est le portail latéral, au sud, dans le style du roman limousin. Ce portail à voussures en arc brisé porte un riche décor de petits éléments sur les voussures.
L'édifice présente d'intéressants chapiteaux, comme le chapiteau du voleur d'oie, motif qui se trouve aussi à Notre-Dame du Port, à Clermont-Ferrand.

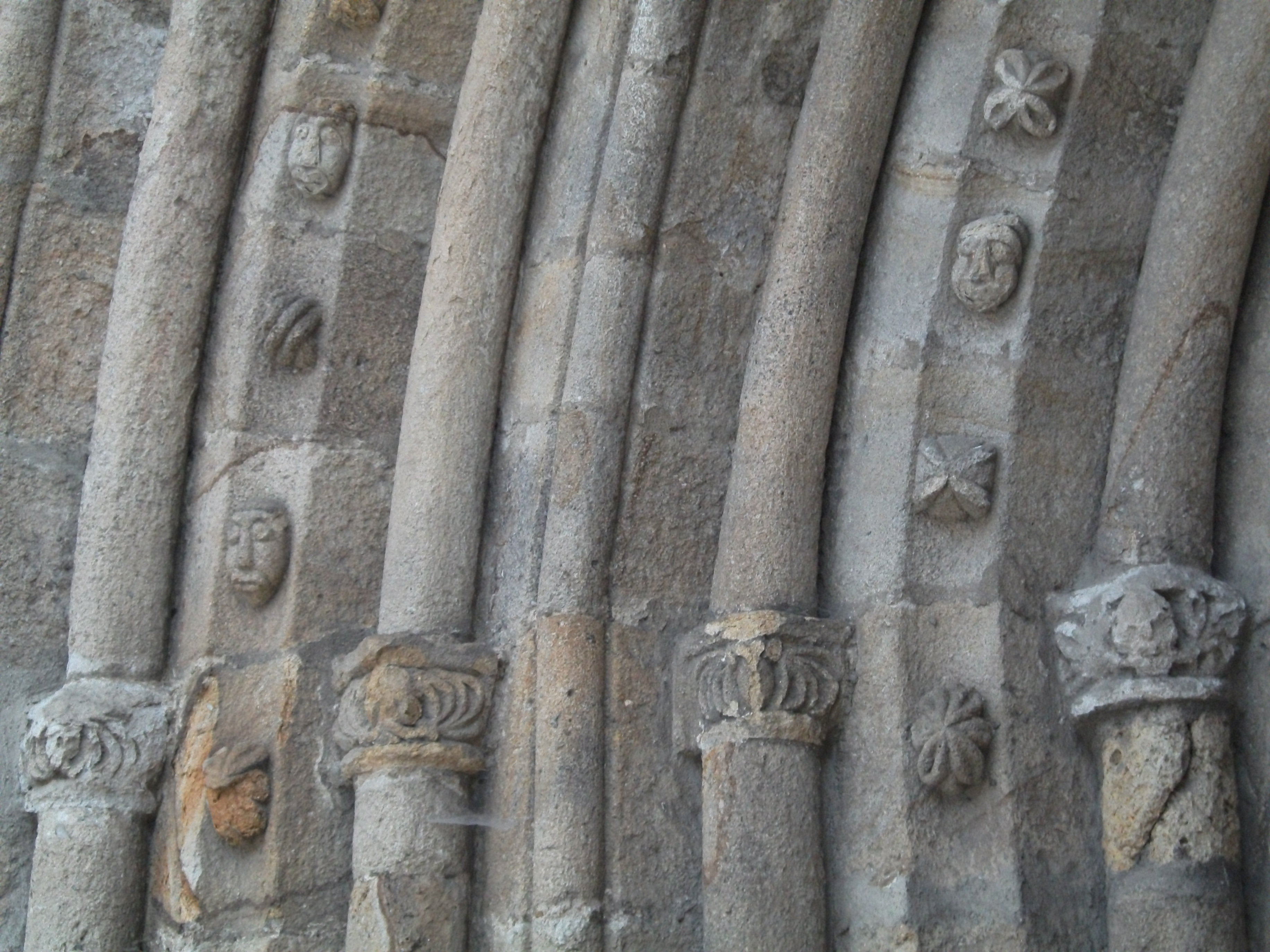
Détail du décor du portail méridional.
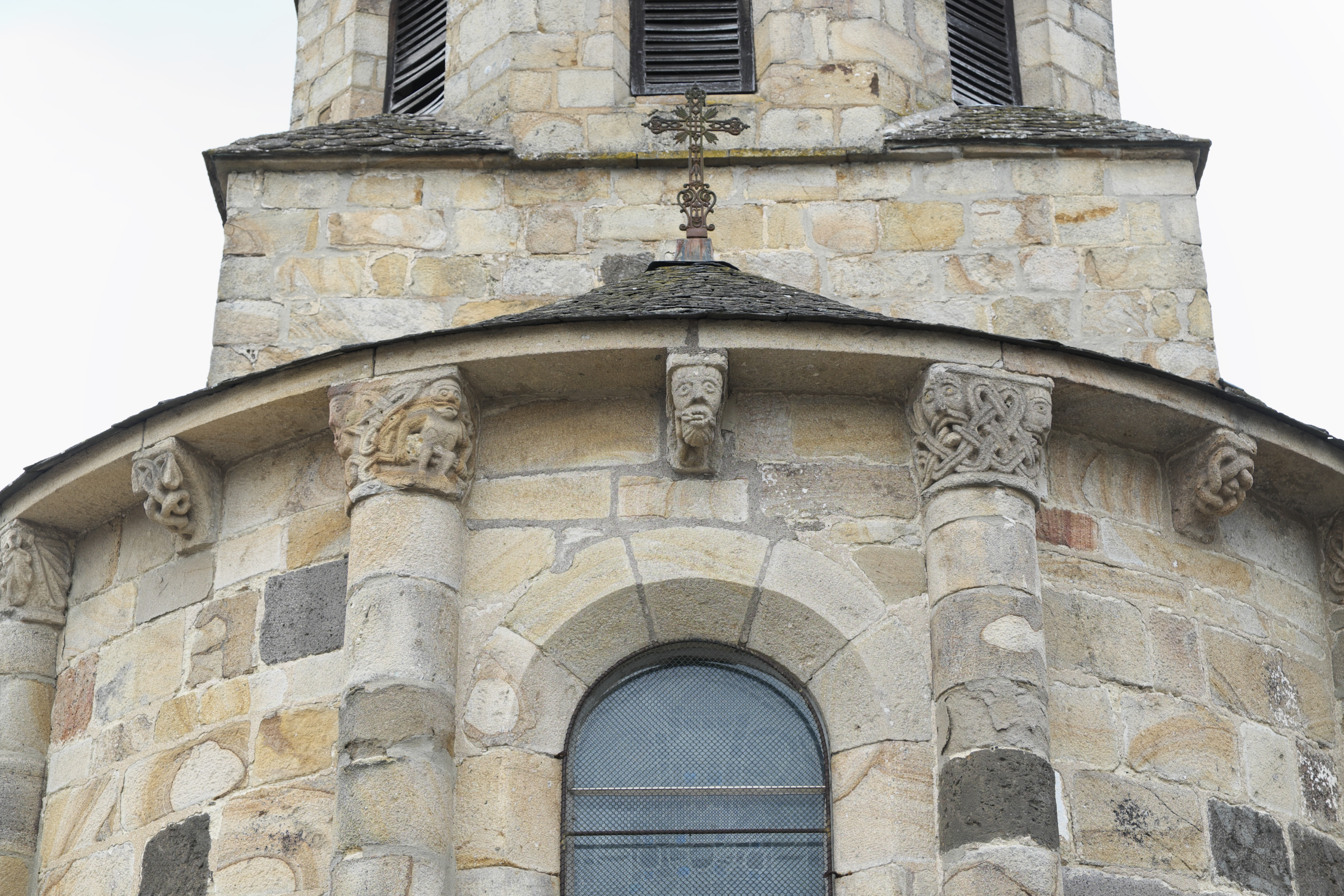
Modillons, au chevet.
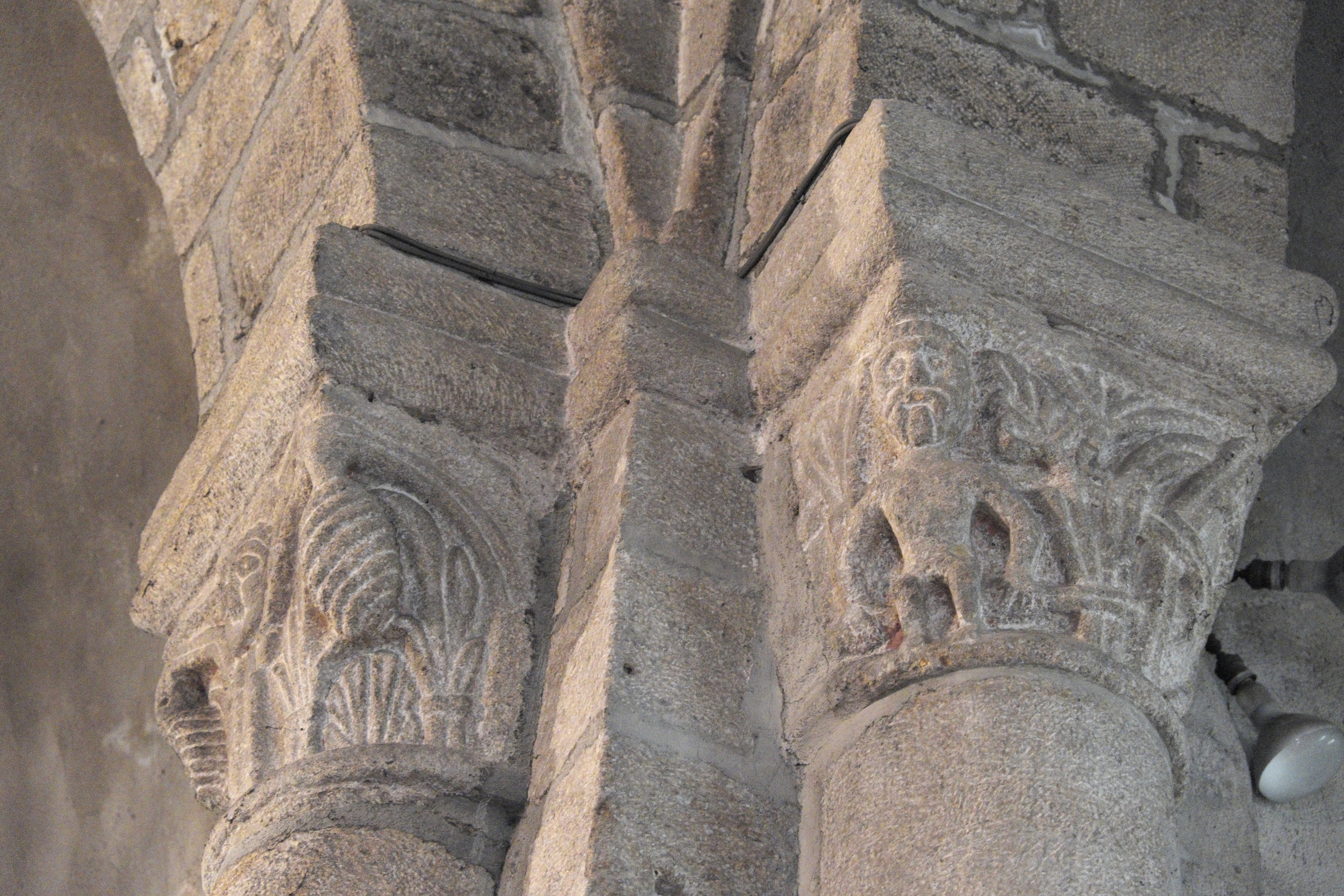
Chapiteaux romans.
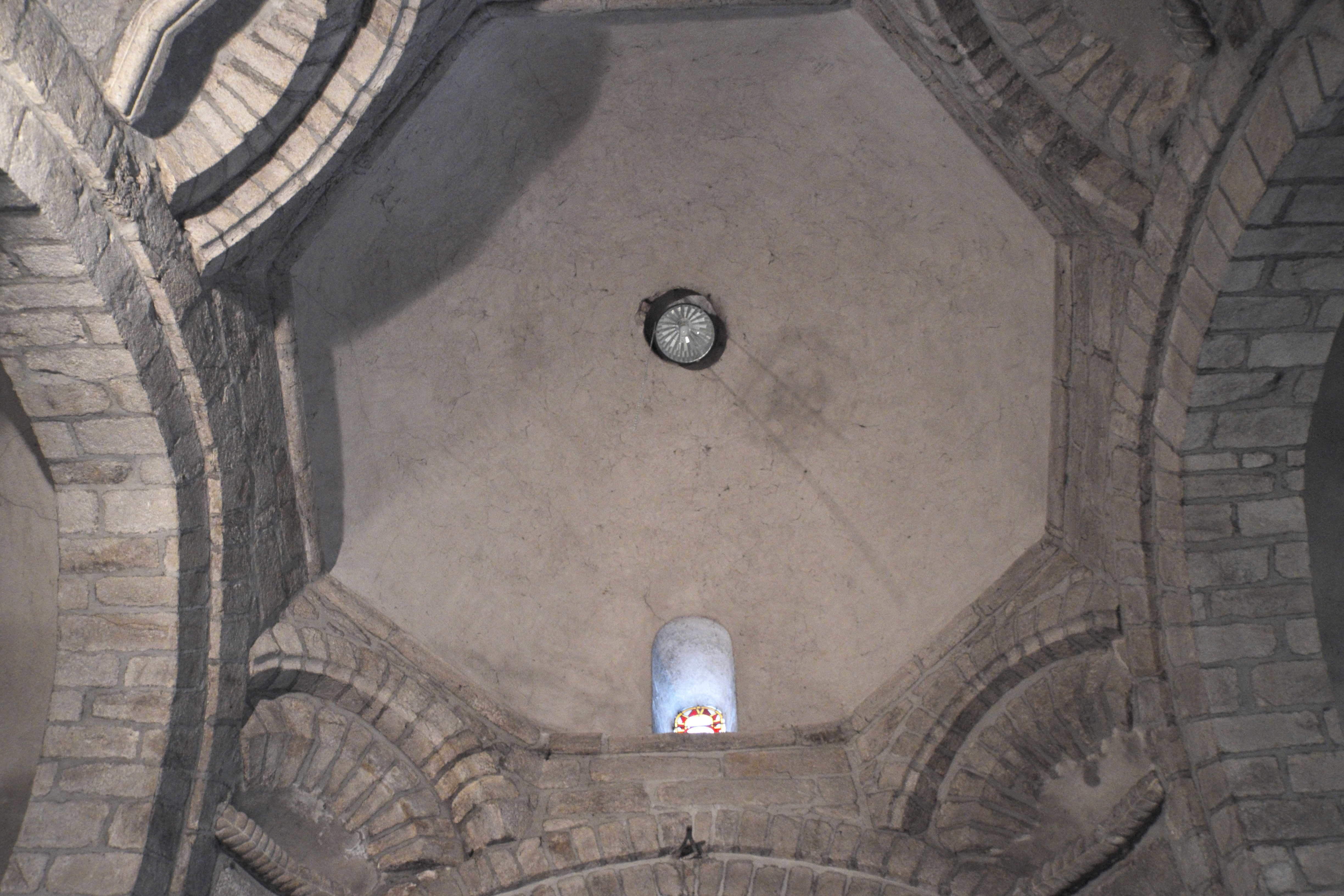
Voûte (coupole à pendentifs) sous le clocher.

## Historique
L'église est dédiée à saint Fargheon. Le nom est une variante de celui de Ferjeux de Besançon, martyr du IIIe siècle qui a été avec son frère Ferréol l'évangélisateur de la Franche-Comté ; ils sont les saints patrons de Besançon.
L'église dépendait du prieuré de Port-Dieu (en Corrèze). Le portail méridional témoigne de l'influence des moines de Port-Dieu.
Au milieu du XIXe siècle, des remaniements importants ont allongé la nef d'une travée vers l'ouest et modifié le chœur et l'abside.
L'édifice est classé au titre des monuments historiques le 10 septembre 1913.